# Cubo y cono

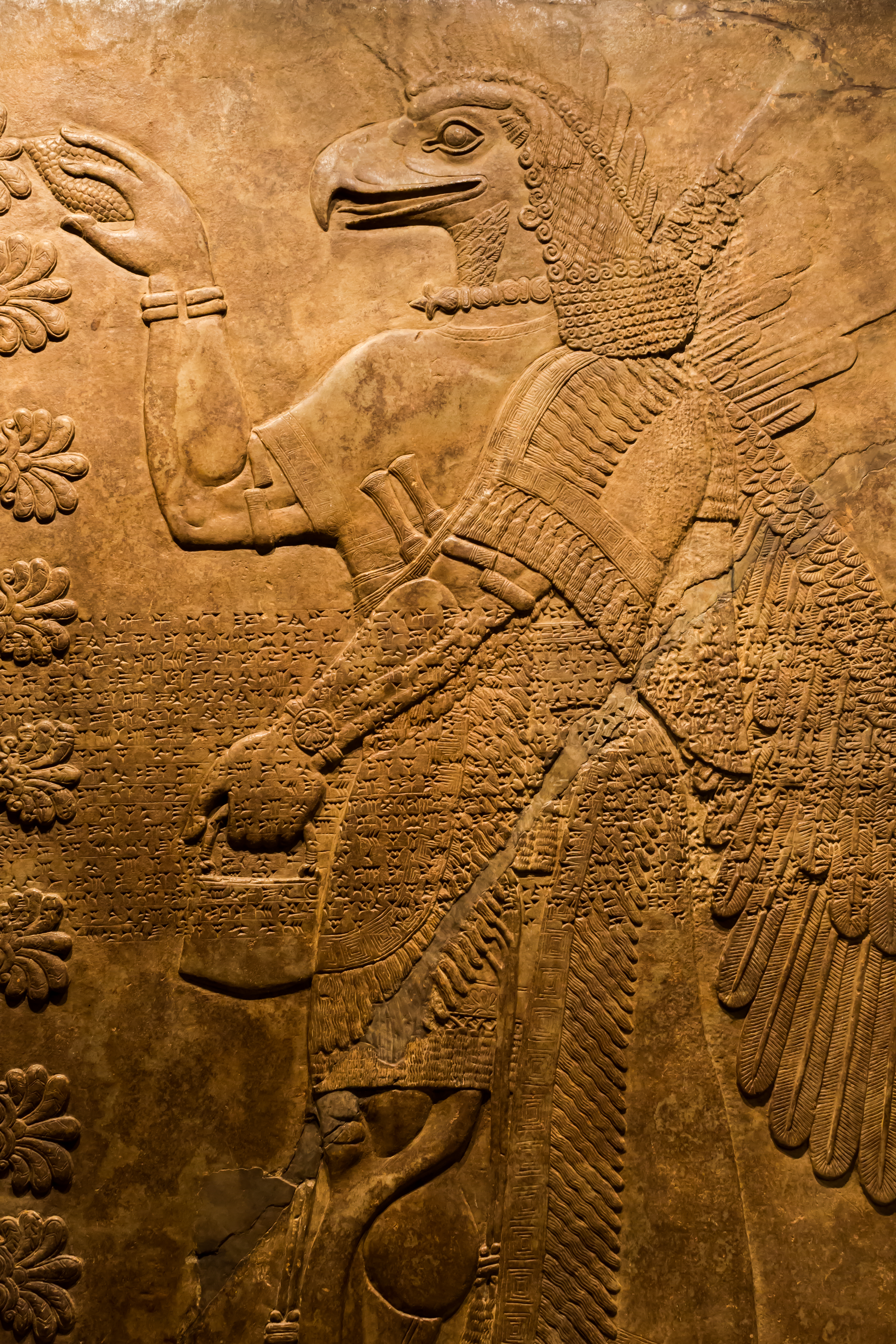
Un genio protector con cabeza de águila llevando un cubo y un cono, junto a un árbol estilizado. Relieve del palacio de Ashurnasirpal II, Los Angeles County Museum of Art.

Cubo y cono son dos atributos que a menudo llevan en las manos los genios alados representados en el arte de Mesopotamia, especialmente en el arte del Imperio Neoasirio (911-605 a. C.) en relieves de palacios de este periodo. A veces solo llevan el cubo, y la otra mano está levantada haciendo lo que puede ser un gesto de bendición.
A menudo estos objetos se muestran asociados a un árbol estilizado, delante de decoraciones florales, a figuras guardianas, al rey o sus asistentes y a puertas abiertas. Aparentemente el cono se sostenía en la mano derecha y el cubo colgaba de la mano izquierda de la figura, que es un genio alado, un demonio o un monstruo (aunque no necesariamente con connotaciones negativas); solo ocasionalmente estos atributos los lleva una figura humana. 
Respecto a la identidad de estos objetos, el cono normalmente se identifica con un cono de piña de pino de Chipre (Pinus brutia), aunque otra identificación habitual es con la inflorescencia masculina de la palma datilera (Phoenix dactylifera), o con un modelo de arcilla que imita el cono de una o la otra. Se supone que el cubo está hecho de metal o de cestería, y se piensa que puede llevar agua, polen o ambos. 
Aunque son muy raros los textos que hablan del significado de estos objetos, parece probable que se usaran en rituales de purificación, como indican sus nombres en acadio: banddudû ‘cubo’ y mullilu ‘purificador’. En tal caso, el cono se metería en el cubo antes de agitarlo para purificar ritualmente a una persona a un objeto. Por otra parte, la estrecha asociación de los objetos con representaciones de árboles estilizados ha llevado a la hipótesis de que representan una fertilización. En tal caso, el polen de la flor masculina se estaría esparciendo sobre el árbol.